# Ющенко, Валентин Тимофеевич
Валентин Тимофеевич Ю́щенко (1913—1986) — русский советский писатель, публицист.

## Биография
Родился 27 ноября (10 декабря) 1913 года в Александровске-Грушевском (ныне Шахты, Ростовская область) в рабочей семье. Член ВКП(б) с 1943 года.
Окончил Северо-Кавказский краевой политехникум печати (Ростов-на-Дону, 1933). Сотрудник Воронежского книжного издательства (1933—1941). Участник Великой Отечественной войны. Служил в отделении военной цензуры СМЕРШа. После демобилизации ответственный секретарь редакции газеты «Молодой Коммунар» (1950—1957), журнала «Подъём» (публиковался с 1933 года), альманаха «Литературный Воронеж». Член СП СССР с 1958 года.
Умер 22 октября 1986 года. Похоронен в Воронеже на Коминтерновском кладбище.
Дочери — библиотекарь Т. В. Ющенко и актриса Г. В. Разуваева.

## Книги
- «Встречи» (Воронеж, 1941)
- «Всегда с тобою» (Ростов-на-Дону, 1954; Воронеж, 1958, 1967)
- «Вечный огонь» (Воронеж, 1962, 1964, 1976); инсценирован на сцене драматического театра имени Н. Ф. Погодина (Шахты, 1967)
- «Берег трех тайн» (Воронеж, 1963; Чебоксары, 1977, на чувашском языке)

## Награды
- орден Отечественной войны II степени (14.5.1945)
- медаль «За боевые заслуги» (22.5.1943)